# Prêmio Whitehead
O Prêmio Whitehead (em inglês:  Whitehead Prize) é concedido anualmente pela London Mathematical Society a um matemático trabalhando no Reino Unido e que está no estágio inicial da carreira. O prêmio homenageia a memória do pioneiro da teoria da homotopia John Henry Constantine Whitehead.
Mais especificamente, o premiado deve residir no Reino Unido em janeiro do ano de premiação ou deve ter estudado no Reino Unido. O candidato ao prêmio deve ter menos de 15 anos de trabalho em nível de pós-doutorado e não pode ter recebido nenhum prêmio da London Mathematical Society.

## Laureados[1]
- 1979 - Peter Cameron, Peter Johnstone
- 1980 - H. G. Dales, Toby Stafford[2]
- 1981 - Nigel Hitchin, D. F. Holt
- 1982 - John Macleod Ball, Martin John Taylor
- 1983 - Jeff Paris, Andrew Ranicki
- 1984 - Simon Donaldson, Samuel Patterson
- 1985 - Dan Segal, P. J. Rippon
- 1986 - Terry Lyons, David A. Rand[3]
- 1987 - Caroline Series, A. H. Schofield
- 1988 - Mary Rees, P. J. Webb, Andrew Wiles
- 1989 - D. E. Evans, Frances Kirwan, Richard S. Ward
- 1990 - M. T. Barlow, Richard Taylor, Antony Wassermann
- 1991 - Nick Manton, A. J. Scholl
- 1992 - K. M. Ball, Richard Borcherds
- 1993 - D. J. Benson, Peter Kronheimer, D. G. Vassiliev
- 1994 - P. H. Kropholler, R. S. MacKay
- 1995 - William Timothy Gowers, J. Rickard
- 1996 - John Roe, Y. Safarov
- 1997 - Brian Bowditch, A. Grigor'yan, Dominic Joyce
- 1998 - S. J. Chapman, Igor Rivin, J. Nekovar
- 1999 - Martin Bridson, Gero Friesecke, Nicholas Higham, Imre Leader
- 2000 - M. A. J. Chaplain, G. M. Stallard, Andrew Mark Stuart, Burt Totaro
- 2001 - Michael McQuillan, Alexei Skorobogatov, V. Smyshlyaev, J. R. King
- 2002 - Kevin Buzzard, Alessio Corti, Marianna Csörnyei, Constantin Teleman
- 2003 - N. Dorey, T. Hall, M. Lackenby, M. Nazarov
- 2004 - M. Ainsworth, Vladimir Markovic, Richard Thomas[4], Ulrike Tillmann
- 2005 - Ben Green, Bernd Kirchheim, Neil Strickland, Peter Topping
- 2006 - Raphaël Rouquier, Jonathan Sherratt, Paul Sutcliffe, Agata Smoktunowicz
- 2007 - Nikolay Nikolov, Oliver Riordan, Ivan Smith, Catharina Stroppel
- 2008 - Timothy Browning, Tamás Hausel, Martin Hairer, Nina Snaith
- 2009 - Mihalis Dafermos, Cornelia Druţu, Robert James Marsh, Markus Owen
- 2010 - Harald Helfgott, Jens Marklof, Lasse Rempe, Françoise Tisseur
- 2011 - Jonathan Bennett, Alexander Gorodnik, Barbara Niethammer, Alexander Pushnitski
- 2012 - Toby Gee, Eugen Vărvărucă, Sarah Waters, Andreas Winter
- 2013 - Luis Alday, Andre Neves, Tom Sanders, Corinna Ulcigrai[5]
- 2014: Clément Mouhot, Ruth Baker, Tom Coates, Daniela Kühn e Deryk Osthus
- 2015: Peter Keevash, James Maynard, Christoph Ortner, Mason Porter, Dominic Vella, David Loeffler, Sarah Zerbes[6]
- 2016: Arend Bayer, Gustav Holzegel, Jason P. Miller, Carola-Bibiane Schönlieb
- 2017: Julia Gog, András Máthé, Ashley Montanaro, Oscar Randal-Williams, Jack Thorne, Michael Wemyss
- 2018: Caucher Birkar, Ana Caraiani, Heather Harrington, Valerio Lucarini, Filip Rindler, Péter Varjú
- 2019 Alexandr Buryak, David Conlon, Toby Cubitt, Anders Hansen, William Parnell, Nick Sheridan[7]
- 2020 Maria Bruna, Ben Davison, Adam Harper, Holly Krieger, Andrea Mondino, Henry Wilton[8]
- 2021 Jonathan Evans, Patrick Farrell, Agelos Georgakopoulos, Michael Magee, Aretha Teckentrup, Stuart White[9]